# Maximiliano Olivera
Maximiliano Martín Olivera de Andrea (Montevideo, 5 maart 1992) is een Uruguayaans voetballer die doorgaans als linksback speelt. Hij tekende in 2016 bij Fiorentina, dat hem overnam van Peñarol.

## Clubcarrière
Olivera is afkomstig uit de jeugd van Montevideo Wanderers. Op 27 februari 2011 debuteerde hij in het eerste elftal tegen Defensor Sporting. Zijn eerste competitietreffer volgde op 16 februari 2016 tegen Danubio. De vleugelverdediger maakte in totaal negen treffers in 117 competitieduels voor Montevideo Wanderers. In februari 2016 maakte hij de overstap naar reeksgenoot Peñarol. In 2016 trok hij naar Fiorentina.